# Katarzyna Kuras
Katarzyna Anna Kuras (ur. 1980) – polska historyczka, doktor habilitowany nauk humanistycznych.

## Życiorys
Ukończyła studia na Wydziale Historycznym UJ. W 2008 obroniła pracę doktorską pt. Współpracownicy i klienci Augusta A. Czartoryskiego w czasach saskich (promotor prof. Mariusz Markiewicz). 31 maja 2019 Rada Wydziału Historycznego UJ nadała jej stopień doktora habilitowanego na podstawie rozprawy: Dwór królowej Marii Leszczyńskiej. Ludzie, pieniądze i wpływy. Zajmuje się historią Rzeczypospolitej w czasach saskich, a także kulturą dworską w epoce nowożytnej.
Aktualnie zatrudniona w Zakładzie Historii Nowożytnej Instytutu Historii UJ, na stanowisku profesora uczelni. Jest członkinią Komisji do Oceny Podręczników Szkolnych przy Polskiej Akademii Umiejętności. Od 1 września 2024 zastępca dyrektora Instytutu Historii UJ.

## Publikacje
- 2010: Współpracownicy i klienci Augusta A. Czartoryskiego w czasach saskich
- 2018: Dwór królowej Marii Leszczyńskiej : ludzie, pieniądze, wpływy